# 渡部和実
渡部 和実（わたべ かずみ）は元オウム真理教幹部。神奈川県出身。ホーリーネームはゴーサーラ。教団が省庁制を採用した後は、複数いる科学技術省次官の筆頭となり、村井秀夫につぐナンバー2となった。

## 人物
東京工業大学生産機械工学科を1981年に卒業後、都内の大手電機メーカーに7年間勤務する。オウム真理教に入信し1988年に出家。出家番号は72。年間に何億円もの研究費を与えられていたとされる。
サリンプラント建設事件に関与し、松本サリン事件ではサリン噴霧車を設計・製造した。
裁判ではサリンプラント建設事件における殺人予備罪と松本サリン事件における殺人幇助罪で起訴。2002年3月29日に懲役14年が確定した。
2016年3月29日、刑期満了により出所。